# 孫敦化
孫敦化（？—？），號太初，河南開封府陳留縣人，明朝政治人物。

## 生平
萬曆十三年（1585年）乙酉科河南鄉試舉人。萬曆二十年（1592年），登壬辰科第二甲第二十名進士，户部觀政，十月授易州知州，二十四年調簡，二十六年補廣平府通判，二十八年升都察院經歷，三十二年升户部郎中，延宁管粮，三十六年升遼東右參議，四十年加升右參政。四十一年京察降，四十四年補陕西佥事，四十七年考察去職。

## 家族
曾祖孫績；祖父孫卓；父孫繼光，貢士。